# Карибский покер
Карибский покер (англ. Caribbean Poker) — разновидность покера против дилера, которая играется в казино. Карибский покер принято ещё называть Оазис покер (Oasis Poker). Цель игрока — собрать покерную комбинацию карт старше, чем у дилера. Игрок может играть от одной до пяти рук одновременно.

## Правила игры Карибский покер
По правилам Карибского покера перед раздачей дилером 5 карт, игрок делает обязательную ставку анте (ante). Карты раздаются таким образом, чтобы соперники не видели карты друг друга. Только последняя карта дилера раскрывается.
В зависимости от карт, которые получил, игрок делает ставку (bet) или прекращает игру (fold) — скидывает карты и теряет ставку анте. После этого игрок и дилер раскрывают карты. Если у дилера нет ни одной покерной комбинации или карт Туз и Король, то игрок получает выигрыш в размере анте независимо от того, какие карты собрал. В случае, если у дилера есть как минимум комбинация Туз и Король, происходит сравнение с комбинацией игрока. Выигрывает тот, у кого будет старше покерная комбинация карт.
Если выигрывает игрок, ему выплачивается выигрыш 1 к 1 по обязательной ставке анте, а по ставке bet получает приз исходя из таблицы выигрышей, которая для каждого игорного заведения уникальна. Наиболее распространена:
| Покерная комбинация из карт | Выигрыш по ставке bet |
| --------------------------- | --------------------- |
| Стрит (Straight)            | 4 к 1                 |
| Тройка (Three of a Kind)    | 3 к 1                 |
| Две пары (Two Pairs)        | 2 к 1                 |
| Пара (One Pair)             | 1 к 1                 |
| Туз и Король (Ace & King)   | 1 к 1                 |

Выплата по ставке джекпот производится в случае, если игрок сделал дополнительную ставку в размере 1$. Дополнительную ставку на джекпот можно делать каждый новый раунд. Таким образом, играя в Caribbean Poker, можно сорвать джек-пот или его часть.